# Enigma (Give a Bit of Mmh to Me)
Enigma (Give a Bit of Mmh to Me) è il decimo singolo della cantante francese Amanda Lear, pubblicato nel 1978 come terzo estratto dal suo secondo album Sweet Revenge.
Il singolo è stato un successo in classifica alla sua uscita e ha goduto di un ritorno in auge nel 2004 in seguito al suo utilizzo all'interno della pubblicità televisiva del Kinder Bueno.

## Descrizione
Enigma (Give a Bit of Mmh to Me) è stata composta da Rainer Pietsch, su testo di Amanda Lear. Il singolo, prodotto dal collaboratore di lunga data Anthony Monn ed estratto dal suo secondo album Sweet Revenge, è stato pubblicato nella seconda metà del 1978, pesantemente rieditato rispetto alla versione di 5:08 contenuta nell'album.
Il singolo è stato pubblicato solamente in alcuni paesi, diversi rispetto al precedente singolo Run Baby Run, brano utilizzato come lato B dell'edizione europea del presente singolo. Il singolo è stato altresì distribuito anche con sul lato B i brani Hollywood Flashback, in Africa, e Gold, in Giappone.
Enigma ha avuto un buon successo di classifica, raggiungendo la 10ª posizione in Belgio e Italia e rimanendo una delle maggiori hit dell'era disco di Amanda Lear. La cantante ha eseguito la canzone in televisione in tutta Europa e il brano viene utilizzato anche nei titoli di coda del film erotico Follie di notte del 1978, in cui la stessa lear appare come presentatrice. Nel 1998 la canzone è stata riregistrata per l'album Back in Your Arms.
Nel 2004 la canzone è stata utilizzata nello spot televisivo del Kinder Bueno, trasmesso in buona parte dei paesi dell'Europa dell'Est, quali ad esempio Repubblica Ceca, Polonia e Romania. Ciò ha causato un rinnovato interesse nei confronti della canzone e dalla stessa cantante. L'intonazione vocale bassa della cantante ha fatto inizialmente credere a molti che il brano fosse interpretato da un uomo. Enigma è stato in seguito trasmesso in radio nell'Europa dell'Est ottenendo una rinnovata popolarità nelle classifiche radiofoniche.

## Videoclip
Un videoclip della canzone è stato girato all'interno della trasmissione televisiva italiana Stryx. Il video ritrae Amanda Lear indossare un lungo mantello che svela una tuta aderente rossa scintillante (la stessa utilizzata nel video per la medesima trasmissione di Follow Me) e cantare la canzone su di un materasso gonfiabile circondata da tre gatti neri e da ballerini di Stryx. Il video è stato diretto da Enzo Trapani e trasmesso per la prima volta nell'autunno del 1978. Uno scatto di scena venne utilizzato per la copertina italiana del singolo. 
Amanda Lear canta inoltre la canzone anche nella trasmissione britannica Top of the Pops, indossando pantaloni e camicia neri e una cravatta rosa.
Il brano venne inserito nella selezione, ma non nel doppio album, del Festivalbar del 1978.

## Tracce
7" Ariola (1978), Paesi Bassi
1. Enigma (Give a Bit of Mmh to Me – 4:00 (testo: Amanda Lear – musica: Rainer Pietsch)
2. Run Baby Run – 3:45 (testo: Amanda Lear – musica: Anthony Monn)

Durata totale: 7:45
7" Polydor (1978), Italia
1. Enigma (Give a Bit of Mmh to Me – 4:20 (testo: Amanda Lear – musica: Rainer Pietsch)
2. Run Baby Run – 3:45 (testo: Amanda Lear – musica: Anthony Monn)

Durata totale: 8:05
7" Ariola (1978), Rhodesia, Zimbabwe e Sudafrica
1. Enigma (Give a Bit of Mmh to Me – 3:20 (testo: Amanda Lear – musica: Rainer Pietsch)
2. Hollywood Flashback – 4:31 (testo: Amanda Lear – musica: Anthony Monn)

Durata totale: 7:51
7" Ariola/Columbia (1978), Giappone
1. Enigma (Give a Bit of Mmh to Me – 4:12 (testo: Amanda Lear – musica: Rainer Pietsch)
2. Gold – 3:45 (testo: Amanda Lear – musica: Charly Ricanek)

Durata totale: 7:57

## Classifiche
| Classifiche (1978)           | Posizione Massima |
| ---------------------------- | ----------------- |
| Belgio                       | 10                |
| Austria                      | 6                 |
| Ungheria                     | 2                 |
| Paesi Bassi (Single Top 100) | 11                |
| Paesi Bassi (Dutch Top 40)   | 17                |
| Italia                       | 10                |
| Sud Africa                   | 11                |

## Crediti
- Amanda Lear - voce
- Anthony Monn - produttore
- Charly Ricanek - arrangiamento
- Rainer Pietsch - arrangiamento